# Mamenchizaur

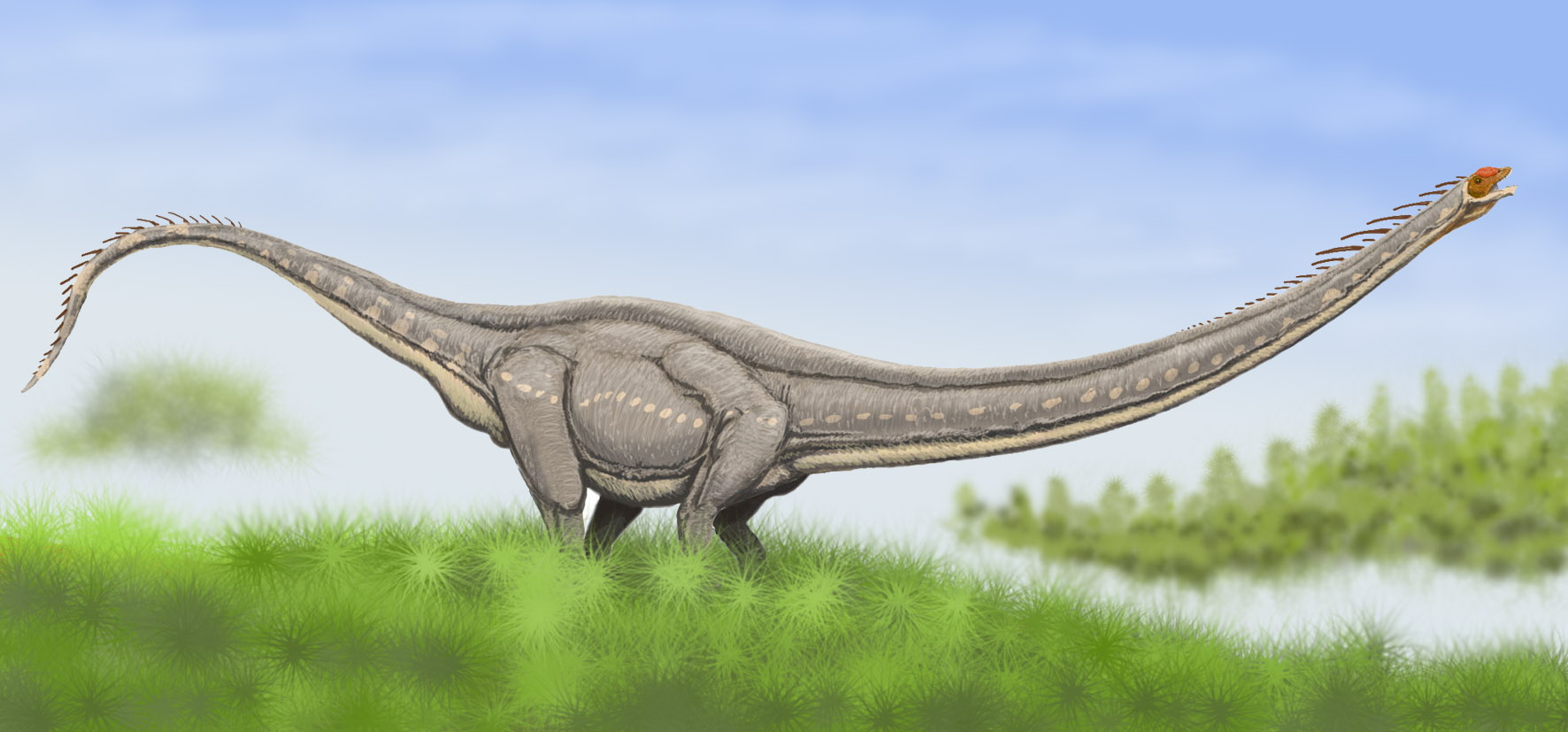

Mamenchizaur (Mamenchisaurus) – duży, mierzący do około 25 m długości (choć niekompletne szkielety sugerują, że niektóre gatunki mogły osiągać nawet jeszcze okazalsze rozmiary) roślinożerny dinozaur. Gatunki zaliczane do tego rodzaju żyły w późnej jurze i być może wczesnej kredzie na terenach dzisiejszych Chin i Tajlandii. Rodzaj Mamenchisaurus cechował się niezwykle długą szyją, dochodzącą do 15 m długości u największych osobników i składającą się z 19 kręgów, co do dziś pozostaje rekordem. Mamenchizaur miał również najdłuższe żebra ze wszystkich zauropodów – osiągały długość 3,42 m. Zęby tego gada były bardzo mocne, co może świadczyć o tym, że odżywiał się bardzo twardymi częściami roślin. Repliki zrekonstruowanych szkieletów tych zwierząt wystawiane są w pekińskim Muzeum Historii Naturalnej oraz w Muzeum Wiktorii (Australia).
Nie wiadomo, czy zwierzę to prowadziło stadny tryb życia. Długa szyja tego zauropoda być może pomagała mu w zdobywaniu pożywienia, podobnie jak w przypadku dzisiejszej żyrafy.

## Gatunki
- Mamenchisaurus constructus Yang, 1954 (gatunek typowy)
- ?Mamenchisaurus anyuensis He, Yang, Cai, Li i Liu, 1996
- ?Mamenchisaurus fuxiensis (Hou, Chao i Chu, 1976) (pierwotnie opisany jako Zigongosaurus, może jednak należeć do innego rodzaju)
- ?Mamenchisaurus hochuanensis Yang i Chao, 1972
- ?Mamenchisurus sinocanadorum Russell i Zheng, 1993
- ?Mamenchisaurus youngi Pi, Ouyang i Ye, 1996

Z analiz kladystycznych przeprowadzonych przez Toru Sekiyę (2011) wynika, że rodzaj Mamenchisaurus obejmujący te wszystkie gatunki nie byłby monofiletyczny. Według tych analiz gatunki M. constructus, M. hochuanensis, M. sinocanadorum i M. youngi nie tworzą kladu, do którego nie należałby jednocześnie rodzaj Chuanjiesaurus, a być może także rodzaje Tienshanosaurus i Yuanmousaurus.

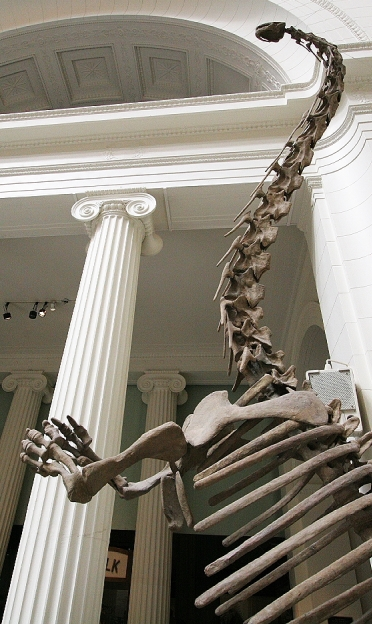
szkielet mamenchizaura (Field Museum, Chicago, Illinois)